# Bitwa pod Tigranocertą
Bitwa pod Tigranocertą – bitwa stoczona 6 października 69 r. p.n.e. między Rzymianami dowodzonymi przez Lukullusa, a Armeńczykami dowodzonymi przez Tigranesa II w czasie III wojny Rzymu z królem pontyjskim Mitrydatesem VI Eupatorem.

## Przebieg
Lukullus w pościgu za Mitrydatesem VI uderzył na Armenię i rozpoczął oblężenie jej stolicy Tigranocerty. Gdy nadeszła duża armeńska armia, doradcy radzili Lukullusowi, aby się wycofał. On jednak nakazał, aby 6000 legionistów nadal kontynuowało oblężenie, a sam na czele 10000 legionistów i 3000 kawalerii udał się w kierunku nadciągającego wroga. Obie armie przez krótki czas obozowały na przeciwległych brzegach rzeki. Mitrydates VI wysłał na pomoc Armeńczykom swojego najlepszego stratega Taksilesa, który zasugerował Tigranesowi II aby powstrzymywał się od bezpośredniej konfrontacji z legionistami, lecz podjazdami lekkiej kawalerii szarpał linię wroga, między armią oblężniczą a Lukullusem. Tym sposobem chciał odciąć  kontakt między głównymi siłami i ich zaopatrzeniem. Brzeg na którym stacjonowali Armeńczycy był za stromy na atak więc Rzymianie posunęli się dalej zgodnie z prądem rzeki i przeszli w miejscu, gdzie teren był płaski. Wykorzystując niezdecydowanie armeńskiego króla, który się cofnął, zaatakowali prawe skrzydło armii wroga, łamiąc szyk ciężkozbrojnej armeńskiej piechoty. Armia Tigranesa poszła w rozsypkę, a zwycięstwo Lukullusa było zdecydowane.